# T-80
Il T-80, anche noto con la denominazione di progetto Oggetto 219, è un carro armato da combattimento di fabbricazione sovietica, sviluppato negli anni sessanta/settanta ed entrato in servizio presso le forze armate dell'URSS nel 1976 per affiancare, e poi succedere, al T-64 in qualità di carro di prima linea dell'Armata Sovietica.
Progettato per ingaggiare in combattimento mezzi corazzati avversari, è stato uno dei primi carri al mondo ad essere propulso da un motore a turbina. Armato di un cannone a canna liscia da 125 mm, ha conosciuto un certo successo commerciale venendo adottato dalle forze armate di vari paesi al di fuori della sfera d'influenza sovietica quali: Cina, Cipro, Corea del Nord, Egitto, Pakistan e Yemen.
Costantemente aggiornato nel corso della sua vita operativa, il T-80 è stato prodotto in numerose versioni tra cui il T-80U, dotato di corazza reattiva, il T-84, profonda revisione realizzata dall'industria della difesa ucraina, ed il T-80BVM, versione più recente in ordine cronologico dotata di nuovi sensori, corazza reattiva e cannone principale nel 2021 era in fase di approvvigionamento nei ranghi dell'esercito della Federazione Russa.
Posto progressivamente in riserva nel tempo, ha conosciuto nuova vita nella seconda metà degli anni 2010, venendo incluso nel programma di riarmo delle forze armate russe dislocate nel lontano oriente e nell'artico grazie alla caratteristica propulsione a turbina che lo rende particolarmente affidabile in zone dal clima rigido.
Nel 2021, il T-80 era in servizio attivo in numerose forze armate dell'ex-blocco sovietico.

## Storia
La decisione sovietica di affiancare al T-64 un altro MBT con caratteristiche simili appare difficilmente comprensibile, se non come volontà di superare alcuni problemi emersi nel corso dello sviluppo del primo carro armato. Lo sviluppo del T-80 partì verso la fine degli anni sessanta col nome di objekt 219. Lo sviluppo fu affidato allo studio di progettazione Kharkiv Morozov, con la produzione intrapresa successivamente a Omsk nella fabbrica Omsktransmaš. Il T-80 è stato il primo carro sovietico dotato di turbina policarburante, idea a cui i progettisti stavano lavorando fin dagli anni cinquanta ma che non era approdata ad alcun risultato pratico. Il carro non era concepito per essere un progetto economico e relativamente semplice come il T-72, ma un veicolo avanzato di prima linea, in grado di affiancare efficacemente e, nel medio periodo, rimpiazzare i T-64. Il nuovo carro entrò in servizio, parallelamente al T-64B e al T-72, all'inizio degli anni settanta. Non risulta che questa versione, prodotta in un numero limitato di esemplari, sia mai stata esportata.

## Caratteristiche
Il T-80 era un carro del peso di 40 tonnellate circa, dotato di cannone 2A46M da 125 mm, prodotto nella fabbrica d'artiglieria Motovilicha a Perm, nella Fabbrica Nº 9 a Sverdlovsk e nella Fabbrica Nº 92 a Gork'ij, che, tuttavia, almeno nei primissimi esemplari non adottava ancora la camicia termica. Il cannone era alimentato da un caricatore automatico a funzionamento pneumatico, rivelatosi molto affidabile, con 28 colpi del tipo proietto/carica separata di pronto impiego e altri 12 stipati all'interno della torre e dello scafo. L'armamento secondario era costituito da una mitragliatrice coassiale da 7,62 mm e una pesante, montata sulla cupola del capocarro, da 12,7 mm. Quest'ultima arma può essere azionata anche dall'interno del carro e ha un settore di tiro di 75º a destra e sinistra (i 360° sono raggiungibili ruotando tutta la torretta o azionandola dall'esterno).
La corazzatura era stratificata, e intervallava strati di acciaio a strati di materiali compositi e, probabilmente, ceramiche. La composizione era simile a quella del T-64 ma quest'ultimo, essendo già stato aggiornato un paio di volte e dotato anche di corazza reattiva, risultava più protetto. La necessità di stipare munizioni in spazi ristretti rendeva pronto anche il T-80, in caso la corazzatura fosse stata perforata, a esplodere in maniera catastrofica. In caso di missioni non lunghissime o a bassa intensità, spesso gli equipaggi hanno preferito mantenere solo le 28 munizioni nel carosello del caricatore automatico, che, nonostante sia proprio sotto la torretta, è anche nella posizione più protetta. 
Anche dal punto di vista dell'armamento la prima serie del T-80 risultava inferiore al T-64. Il cannone era lo stesso, tuttavia il sistema di puntamento e tiro non permetteva ancora di sparare missili anticarro.
Le prestazioni erano comunque migliori rispetto al T-72. Gli automatismi per il controllo del tiro adottati ricavavano molti più dati in maniera automatica dai sensori del carro (dotato fin dalla fase progettuale di telemetro laser) rispetto a quelli del più diffuso veicolo della Ural. I dati che il cannoniere doveva inserire a mano si limitavano alla pressione atmosferica, alla temperatura, all'usura della canna e poco altro. La sistemazione generale del carro armato era convenzionale, con il pilota seduto anteriormente in posizione centrale, sotto un portello rotante e dotato di tre iposcopi (col centrale dotabile di visore notturno), e capocarro e cannoniere in torretta, il primo seduto a destra del cannone e il secondo a sinistra (guardando il carro da dietro). Le postazioni dell'equipaggio erano abbastanza sacrificate, come su tutti i carri sovietici e russi di simile configurazione, per consentire una sagoma estremamente bassa (2,20 m contro i 2,90 m di un Leopard 2). In questa versione non era prevista aria condizionata, ma il mezzo era comunque dotato di protezioni NBC (armi Nucleari, Batteriologiche, Chimiche) e schermo antiradiazioni, sotto forma di pannelli di resina impregnata di piombo. Il carro fu dotato di un sistema antincendio ad halon, già sperimentato sul T-62 in grado di rilevare ed estinguere un principio di incendio in pochi decimi di secondo.
L'apparato motore era costituito da una turbina da 1000 CV con un'autonomia massima di 335 km e una vita media di circa 500 ore. Lo scarico non era situato sul lato come negli altri carri russi, ma posteriormente, protetto da una serie di griglie. La collocazione del motore era posteriore. La trasmissione è manuale e il mezzo si guidava tramite le due classiche leve di comando poste ai lati del pilota. Il treno di rotolamento era costituito da sei ruote di piccolo diametro con anello in gomma, collegate a sospensioni a barra di torsione, ruota motrice posteriore e ruota di rinvio anteriore. I cingoli sono costituiti da elementi interamente in metallo. I lati del treno di rotolamento sono protetti da gonne costituite da elementi di acciaio annegati in una matrice di tessuto gommoso, che, visto dall'esterno, si presenta come gomma scura. Sono state adottate due piccole gonne in gomma/acciaio anche anteriormente: vengono montate sotto la piastra frontale per provocare l'esplosione anticipata di alcuni tipi di mine anticarro, col compito secondario di limitare la polvere sollevata durante la retromarcia.

## Versioni

### T-80B e T-80BV
Valutata la sostanziale bontà della formula, si procedette a un aggiornamento e miglioramento della cellula, per portarla a uno standard uguale o superiore a quello del T-64B. I principali interventi riguardarono la protezione passiva, i sistemi di controllo del tiro e l'apparato motore.
Il T-80B entrò in servizio attivo nel 1976.
La corazzatura venne aumentata e migliorata nella composizione, portando il livello di protezione equivalente massimo a circa 500 – 550 mm contro proiettili APFSDS a energia cinetica e circa 600 mm contro HEAT. La vita utile della turbina venne più che raddoppiata, aumentando nel contempo l'affidabilità e l'autonomia, che raggiunse i 500 km. Il carro armato così modificato raggiunse il peso di 42,5 tonnellate, ma la mobilità rimase comunque molto buona grazie all'ottimo rapporto peso/potenza. La velocità su strada si aggira sui 70 km/h (in realtà il mezzo può arrivare a circa 100/110 km orari, come molti carri moderni, ma a prezzo di danni agli apparati più delicati e sollecitazioni molto forti per l'equipaggio) e quella fuoristrada a 48 km/h.
Il sistema di tiro e l'armamento furono migliorati con l'adozione del sistema "Kobra", costituito dal cannone 2A46M-1 e dal software di controllo necessario per sparare il missile anticarro 9K122, sia da fermo che in movimento. Il missile è studiato per ingaggiare bersagli corazzati oltre la portata effettiva massima del cannone, ma può essere usato anche contro strutture fisse.
L'armamento principale è stabilizzato su due piani (orizzontale e verticale) e può essere usato col carro in movimento contro bersagli a loro volta in movimento, a qualunque angolazione. Venne migliorato il telemetro laser, che vide la sua portata massima incrementata a circa 9000 m con scarto di più o meno lo 0,1%. Il cannone venne inoltre dotato di camicia termica per limitare le distorsioni. Il carro era equipaggiato con sistema di visione notturna TPNK-13, con un raggio di 800 m in modalità passiva e 1300 in modalità attiva. Il mezzo fu inoltre equipaggiato con girobussola e un sistema per guado profondo. Il carro era inoltre in grado di deporre una cortina fumogena di circa 300 m per 300 utilizzando gli otto lancia fumogeni collocati ai lati della torretta (quattro per parte).
Venne schierato con le unità di prima linea in Germania Est, in estremo Oriente e in altri punti “caldi” delle frontiere del Patto di Varsavia. Anche questa versione non risulta sia mai stata esportata.
La protezione passiva è stata in seguito ulteriormente aumentata con l'adozione della corazza reattiva (ERA) “Kontakt-1”, efficace soprattutto contro colpi HEAT e HESH. I mattoni di ERA coprono l'arco frontale della torre (circa 40° per lato), la piastra frontale, la parte alta dei lati dello scafo e il cielo della torretta. Essendo comunque una protezione modulare, è possibile trovare carri con una disposizione delle mattonelle differente. I mezzi così modificati sono stati denominati T-80BV. È possibile installare l'ERA anche sulle versioni precedenti.
In totale sono stati prodotti circa 2000 esemplari di T-80B e BV, e anche in questo caso, non risulta che, perlomeno durante l'esistenza dell'Unione Sovietica, siano mai stati esportati. A partire dal 1995 sono stati impiegati operativamente in Cecenia.

### Sviluppo
Tra la fine degli anni settanta e l'inizio degli anni ottanta fu chiaro agli analisti militari sovietici che la superiorità tecnologica in fatto di carri armati che si era venuta a costituire sull'occidente negli anni sessanta, dovuta in primo luogo alla guerra del Vietnam, che aveva fatto perdere agli Stati Uniti un ciclo di ammodernamento degli armamenti, era venuta a mancare. La Germania aveva sviluppato il Leopard 2, Israele aveva messo a frutto la lezione appresa sul Golan contro i Siriani sviluppando il Merkava, gli Stati Uniti stavano mettendo in linea l'M1 Abrams e il Regno Unito il Challenger 1.
Ognuno di questi mezzi poteva essere considerato pari o superiore ai veicoli sovietici, per uno o tutti gli aspetti fondamentali in un carro armato (potenza di fuoco, protezione, mobilità, precisione di tiro, capacità di individuare per primi l'avversario). Venne deciso quindi di procedere con un programma di sostanziale riprogettazione dell'MBT di punta dell'esercito, che all'epoca era il T-80. Il nuovo mezzo fu sviluppato dal bureau Karkiv Morozov all'inizio degli anni ottanta con la designazione di “object 478” e costruito nella Fabbrica Malyshev a partire dal 1985. Il nuovo mezzo, denominato T-80U venne messo in linea abbastanza velocemente e, insieme alla sua versione con motore diesel T-80UD, è in servizio a tutt'oggi.

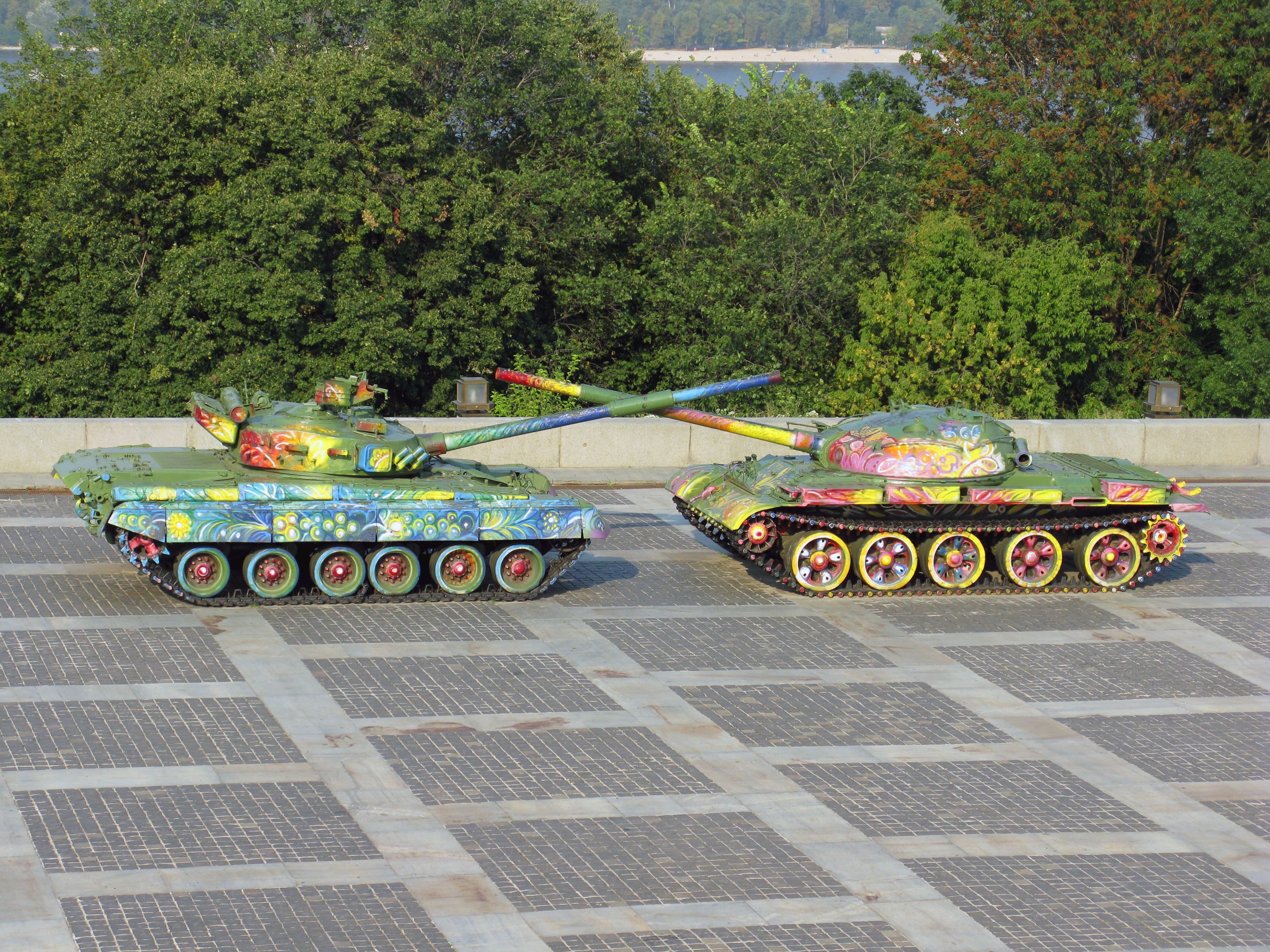
Due carri armati russi, un T-80B e un T-62, con colorazione speciale realizzata in occasione della commemorazione della vittoria sulla Germania nazista nella seconda guerra mondiale

A seguito della dissoluzione dell'URSS T-80U e T-80UD si trovarono in servizio anche negli eserciti di alcune repubbliche ex-sovietiche. Molte di esse, prive delle risorse economiche sufficienti a mantenere in linea un MBT moderno, hanno ceduto i loro mezzi alla Russia o a Paesi terzi. A oggi, i principali utilizzatori del carro sono Russia, Ucraina e Pakistan. Una certa quantità di mezzi è stata esportata anche in Corea del Sud e Cipro.

### Caratteristiche tecniche
La sistemazione del carro è convenzionale e analoga a quella delle altre serie di T-80, con torretta centrale, motore e trazione posteriore.
Il pilota siede anteriormente al centro dello scafo, mentre il capocarro e il cannoniere siedono in torretta, il primo alla destra e il secondo alla sinistra del cannone (guardando il carro da dietro).
Rispetto al T-80B le modifiche principali si sono avute nella protezione passiva. La torretta è stata interamente riprogettata.
Il tipo di corazzatura impiegata per torretta e scafo è multistrato avanzata, derivata da quella già adottata sulle precedenti serie, ma ulteriormente perfezionata. Il carro armato è stato inoltre dotato di ERA “Kontakt 5”, in grado di degradare severamente anche le capacità di perforazione dei proietti APFSDS-DU.
La nuova corazza reattiva copre l'arco frontale della torretta (circa 40° per parte), i lati anteriori dello scafo e la piastra frontale.
Il livello di protezione equivalente a corazza omogenea si stima sia di circa 750 mm contro i proietti APFSDS a energia cinetica e 1300 mm contro gli HEAT nella parte più protetta (fronte della torretta). In media, la protezione sull'arco frontale può essere considerata equivalente a 750 mm contro gli APFSDS e 1200 mm contro gli HEAT. Questi valori, analogamente a quanto succede in genere per i carri armati, vanno dimezzati per i lati e ulteriormente ridotti per la parte posteriore.

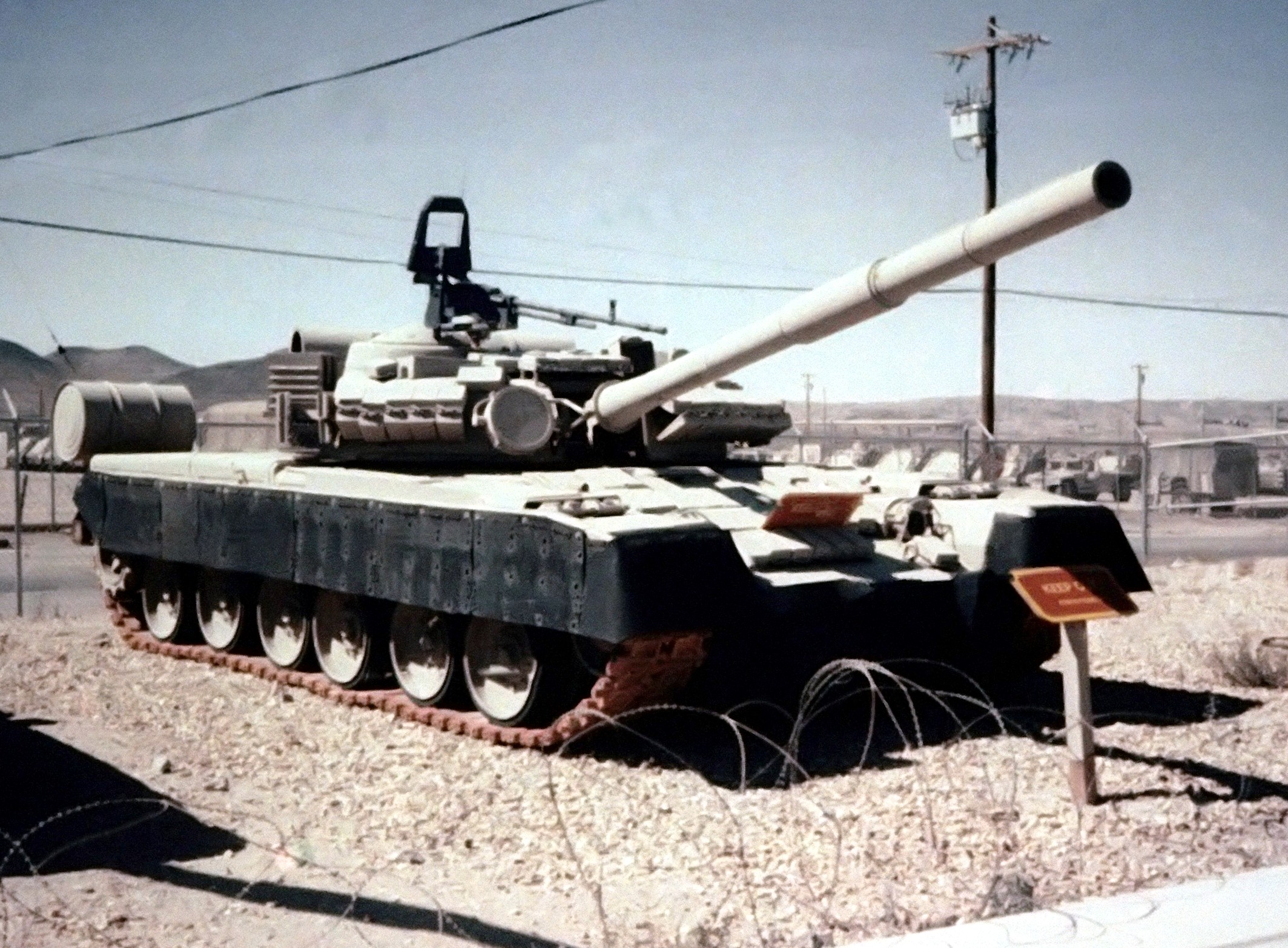

I 2/3 posteriori dei lati del carro sono protetti dalle usuali gonne in gomma/acciaio come sulle versioni precedenti. Al solito, sono presenti anche le due cortine anti-polvere anteriori. Per limitare il pericolo di incendio il meccanismo di brandeggio della torretta non è più idraulico, ma elettromeccanico. Inoltre è stato adottato un sistema di spegnimento automatico degli incendi sia nel compartimento dell'equipaggio che nel vano motore.
L'armamento principale è costituito dall'usuale cannone 2A46M-1 da 125 mm, dotato di camicia termica per limitare le distorsioni e possibilità di sostituire velocemente la canna sul campo. Il cannone è alimentato da un caricatore automatico che contiene 28 colpi del tipo proietto/carica separata. In totale, nel veicolo possono essere alloggiati fino a 45 colpi, di cui solitamente 5/8 sono missili a guida laser AT-11 Sniper (9K119 “Reflex” secondo la designazione russa). Il sistema di puntamento di questa versione del T-80 permette sia al cannoniere che al capocarro di aprire il fuoco, inoltre, contrariamente a quanto succede sul T-72, il comandante può condividere l'inquadratura col cannoniere, rendendosi conto più velocemente di cosa quest'ultimo sta inquadrando e, di conseguenza, della situazione tattica.
Il cannone dispone di uno stabilizzatore 2E42 che lo stabilizza su entrambi gli assi di movimento. Il computer balistico 1V528-1 riceve una grande quantità di dati da sensori (velocità del carro, velocità angolare della torretta, velocità del vento, distanza del bersaglio, ecc…) riducendo molto, rispetto ai carri sovietici più vecchi, la quantità di dati che devono essere immessi manualmente dal cannoniere. Inoltre, a differenza delle versioni precedenti, è stato adottato un sistema di riferimento alla bocca, che fa partire il colpo solo quando il disallineamento tra bocca del cannone e linea di mira è entro limiti predeterminati.
Gli apparati di mira e sorveglianza di capocarro e cannoniere funzionano sia in modalità giorno che notte, sfruttando l'intensificazione di luce. In modalità giorno hanno un ingrandimento massimo di 8X, in modalità notte di 5,4X. In alternativa ai visori a intensificazione di luce può essere montata la più moderna vista termica Buran-Catherine-E. I carri in servizio in Ucraina e Russia, a partire dal 1992 sono stati dotati della vista termica “Agava-2”. Nelle versioni più recenti il computer balistico calcola anche il momento in cui fare esplodere le granate HE con involucro a frammentazione. Questo è possibile solo nei carri dove il caricatore automatico è dotato di dispositivo elettronico per impostare la spoletta del proietto. Nelle versioni meno recenti, l'anticipo dell'esplosione va settato manualmente agendo con un apposito utensile sulla spoletta collocata sull'ogiva del proietto.
L'armamento secondario è costituito da una mitragliatrice coassiale da 7,62 mm che può essere azionata da entrambi i membri dell'equipaggio in torretta e da una mitragliatrice pesante da 12,7 mm montata sulla cupola del capocarro. Questa mitragliatrice è azionabile dall'interno del mezzo. Il campo di tiro è di -5/+70° sull'asse verticale e 75° per parte orizzontalmente (360° ottenibili col brandeggio dell'intera torretta.) La mitragliatrice è provvista di sistema di stabilizzazione verticale.
L'apparato motore è costituito da una turbina a gas policarburante GTD-1250, che eroga 1250 CV (prima del 1990 il carro era dotato di turbina GTD-1000TF da 1100 cv.).
Il motore può essere sostituito sul campo in circa 3 ore.
Il peso complessivo del veicolo è di 46 tonnellate, di conseguenza la potenza specifica è di circa 23,9 cv/tonnellata, dato che, unito ai larghi cingoli, assicura una buona mobilità su ogni tipo di terreno.
La velocità massima è di circa 70 km/h su strada e 48 su terreno vario, con una pendenza massima superabile di 32°. Il veicolo può guadare 1,8 m senza preparazione o 5 con lo snorkel.
La trasmissione è meccanica e il pilota guida il carro azionando le usuali due leve poste ai suoi lati.
La versione UD è provvista, in luogo della turbina a gas, di un motore diesel 6TD-1 a sei cilindri che sviluppa 1000 cv.
La sistemazione dell'equipaggio è simile a quella degli altri carri russi di analoga configurazione e, di conseguenza, un po' sacrificata per limitare la sagoma. A differenza dei carri armati precedenti, però, sul T-80U / UD è possibile installare l'aria condizionata in caso si operi in climi caldi.
Il mezzo è anche dotato di sistema NBC a sovrappressione. È presente una scudatura antiradiazioni costituita da lastre di polimeri impregnate di piombo, litio e boro. Le comunicazioni avvengono attraverso una radio a onde ultracorte R-173.

#### T-80UK
Esiste una variante comando, il T-80UK, che dispone del sistema di contromisure antimissile opto-elettroniche Shtora, un apparato radio più complesso, un sistema di navigazione TNA-4-3 e un gruppo elettrogeno da 1 kW.

#### T-84 Oplot e T-84120
A seguito della dissoluzione dell'Unione Sovietica, l'Ucraina continuò a sviluppare il T-80UD. A causa della situazione finanziaria del Paese, molto meno che brillante, i derivati del T-80UD non sono stati messi in servizio nell'esercito in più di qualche decina di esemplari. I veicoli derivati dalla cellula, destinati principalmente all'export, sono denominati T-84.

#### T-80BVM
Nonostante la produzione dei carri armati T-80 sia cessata nella seconda metà degli anni '90, ancora diverse migliaia di carri armati di questo tipo rimangono nell'esercito in vari gradi di servizio, inclusi il T-80B e il T-80BV. Per avvicinarli ai requisiti operativi odierni, è stato sviluppato un programma di ammodernamento, sfociato nel carro armato T-80BVM presentato per la prima volta nel settembre 2017.
In questa versione, attualmente in fase di consegna presso le forze armate russe, il sistema di controllo del fuoco ha ricevuto un mirino multicanale Sosna-U dotato di imaging termico e tracciamento automatico del bersaglio, un nuovo dispositivo ottico TVN-5 e sistemi ridondanti in grado di garantire la continuità di funzionamento dei sistemi sul campo di battaglia.
La turbina originale da 1100 CV è stato sostituito da una turbina GTD-1500 in grado di erogare 1250 CV, che possono aumentare fino a 1.400 CV in modalità supercharge. La nuova turbina prevede anche la modalità "idle" una sorta di folle che consente al propulsore di diminuire il consumo di carburante in posizione stazionaria prolungata e di fornire energia sufficiente ai sistemi di bordo senza ricorrere a motori ausiliari.
È stata adottata una moderna corazza reattiva Relikt a protezione della torretta, una suite di protezione Arena per lo scafo ed un cannone 2A46M-4 da 125 mm, più accurato del precedente.
Dopo l'inizio della guerra russo-ucraina, la fabbrica di Omsk ha iniziato un programma di modernizzazione dei carri T-80 ancora presenti in riserva nell'arsenale della Russia; sembra inoltre che, con il prolungarsi del conflitto, all'inizio del 2024 sia ripresa la produzione di nuovi T-80. .

#### Accessori comuni a tutte le versioni del T-80
Tutte le versioni del T-80, come minimo comun denominatore, possono essere dotati dei seguenti accessori:
- Kit per guado profondo (snorkel)
- Sistema di sminamento integrale
- Sistema di sminamento parziale (copre solo l'area dei cingoli).

## Utilizzatori

### Attuali
- Cipro
- Corea del Sud
- Cina
- Egitto
- Pakistan
- Kazakistan
- Uzbekistan
- Ucraina
- Yemen 92 veicoli[9]
- Russia: nel 2017, il Ministero della Difesa della Federazione Russa ha firmato un contratto con Uralvagonzavod per aggiornare 62 carri armati T-80B al livello BVM.[10]

### Passati
- Bulgaria
- Unione Sovietica

Sperimentali
- Regno Unito
- Stati Uniti